# Saint-Amand-Jartoudeix
 Saint-Amand-Jartoudeix  là một xã thuộc tỉnh Creuse trong vùng Nouvelle-Aquitaine miền trung nước Pháp. Xã này nằm ở khu vực có độ cao trung bình 436 mét trên mực nước biển.